# Joc internacional
Per a l'editorial de jocs de rol, veure Joc Internacional
El Joc internacional és una modalitat de Joc de pilota que posa en comú els esports derivats de l'antic jeu de paume. És practicat només en els Campionats Internacionals de Pilota per jugadors del País Valencià, i d'arreu d'Europa i Amèrica.

## Història
El Joc internacional és una modalitat artificial, inventada àd hoc per tal que pilotaris de diversos jocs de pilota amb un origen comú pogueren enfrontar-se amb uns mínims canvis en les seues regles respectives. En el cas valencià, aquesta modalitat originària són les Llargues.
El Joc internacional fou creat per la Confederació Internacional de Joc de Pilota perquè hi jugaren pilotaris valencians, belgues, francesos, holandesos i italians. Es juga des de 1993 als Campionats Internacionals de Pilota, i a partides d'exhibició com les del Dia de la Pilota Valenciana.

## Canxa
La canxa de joc, a diferència del de les Llargues valencianes, és un espai obert de gespa, de 60 m de llargària per 20 m d'amplària al traure i 15 m al rest, limitat per línies de color blanc. Els extrems d'aquest rectangle són el traure i el rest. En el traure hi ha un rectangle de 8 x 6 m, és des d'aquí des d'on s'ha de fer la treta.

## Pilota
Cada modalitat de joc de pilota utilitza la seua pròpia pilota, i a l'hora de reglamentar el joc internacional hom ha buscat una que s'adiga a les característiques comunes i que no afavorisca l'estil de joc de ningú. Així i tot, els pilotaris valencians necessiten una adaptació d'unes setmanes per acostumar-s'hi.
Es juga amb una pilota de goma rapada, blanca. Com a proteccions, només es permet esparadrap.

## Regles
Sol jugar-se a 6 jocs i la manera de contar és a quinzes.
El terreny de joc és quadrangular amb una longitud d'uns 70 metres i una amplària entre els 15 i 20 metres, on el quadre on es trau fa 8x8 amb una distància de 24 metres entre el quadre de traure i el de restar.
Una vegada iniciada la treta, la pilota ha de ser restada per l'altre equip que sempre la jugarà de bo (a l'aire o al primer bot) superant la línia central, de manera que es continua el joc fins que algun dels dos equips perda el quinze o faça falta.
Els quinzes es poden aconseguir de manera directa o ajornada.
- Quinzes directes són:
  - Enviar la pilota més enllà de l'extrem contrari.
  - Quan un rival colpeja la pilota però aquesta no avança.
  - Quan hom colpeja la pilota amb qualsevol altra part del cos que no siga la mà és falta, i quinze per al rival. Excepte si es fa per aturar la pilota.

Els quinzes ajornats són els que es guanyen aconseguint la ratlla.

### Ratlles
Les ratlles del Joc internacional són exactament iguals que en les Llargues valencianes.
Les ratlles són una marca que es col·loca en un lateral del camp a l'altura del lloc on hom ha aturat la pilota per tal d'evitar que avançara més en terreny propi. En canviar de camp (i passar al traure) l'equip tracta de guanyar les dues ratlles que ha fet des del rest. Per a aconseguir-ho ha d'enviar la pilota més enllà de la ratlla en joc provocant que l'aturen més ençà d'ella, llavors és quinze seu. Si no la llença tan lluny o li la tornen sense que passe la ratlla és quinze del rival.